# (47835) Stevecoe
(47835) Stevecoe ist ein Asteroid des Hauptgürtels, der am 10. März 2000 von Richard Erik Hill vom Catalina Sky Survey-Projekt entdeckt wurde. Er ist Mitglied der Eunomia-Familie und wurde nach dem Amateurastronomen Steve Coe benannt, der Mitglied der Astronomischen Gesellschaft Saguaro aus Phoenix, Arizona, ist und mehrere Bücher über astronomische Beobachtungen verfasst hat.